# Список керівників держав 470 року
Список керівників держав 470 року — це перелік правителів країн світу 470 року.
Список керівників держав 469 року — 470 рік — Список керівників держав 471 року — Список керівників держав за роками

## Європа
- Арморика — король Будік I (464–501)
- Британські острови:
  - Брінейх — король Дівнуал Лисий (460–510)
  - Бріхейніог — король Бріхан Бріхейніог (450–490)
  - Королівство Гвент — король Эйніон ап Кунеда (бл. 460 — бл. 500)
  - Глівісінг — король Солор ап Мор (450–470), його змінив син король Гліуіс ап Солор (470–480)
  - Дівед — король Айргол Довгорукий (455–495)
  - Думнонія — король Ербін ап Костянтин (443–480)
  - Ебрук — король Мор ап Кенеу (450–470), його змінив син король Ейніон ап Мор (470–495)
  - Елмет — король Масгвід Глофф (460–495)
  - Кент — король Хенгіст Кентский (455–488)
  - Королівство Пенніни — король Артуіс ап Мор (470–500)
  - плем'я піктів — король Дрест I (413–480)
  - Королівство Повіс — король Рідвед Вріх (460–480)
  - Регед — король Гургуст ап Кенеу (450 — бл. 490)
  - Стратклайд(Альт Клуіт) — король Кінуіт ап Керетік (бл. 440 — бл. 470), його змінив король Думнагуал Старий (бл. 470 — бл. 490)
- Королівство бургундів — король Гундіох (436–473)
- Вестготське королівство — король Ейріх (466–484)
- Візантійська імперія — імператор Лев I Макелла (457–474)
  - Патріарх Константинопольський — Геннадій I (458–471)
- Королівство гепідів — король Гундеріт (460–490)
- Західна Римська імперія — імператор Антемій Прокопій (467–472)
- Імперія гунів — каган Ернак (469–503)
- Ірландія — верховний король Айліль Молт (458–482)
  - Айлех — король Моредах МакЕоган (465–489)
  - Коннахт — король Амалгайд МакФіахрах (456 — бл. 470), його змінив король Айліль Молт (470–482)
  - Ленстер — король Енне Хеннселах МакЛабрада (450–470), його змінив син король Крімтанн МакЕндай (470–483)
  - Манстер — король Енгус мак Над Фройх (454–489)
  - Улад — король Моредах Мондерг (465–489)
- плем'я остготів — король Теодемир (469–474) править разом з братом королем Видимиром I (469–474)
- Салічні франки — король Хільдерік I (458–481)
- Королівство свевів — король Херменерік (469–485)
- Святий Престол — папа римський Сімпліцій (468–483)
- Королівство Тюрингія — король Бізін (455–507)

## Азія
- Аль-Хіра (Династія Лахмідів) — цар аль-Асвад ібн аль-Мундір (462–490)
- Диньяваді (династія Сур'я) — раджа Сур'я Банда (468–474)
- Джабія (династія Гассанідів):
  - цар аль-Мундір II ібн аль-Ну'ман (453–472)
  - цар Амр III ібн аль-Ну'ман (453–486)
- Жужанський каганат — каган Юйцзюлюй Юйчен (464–485)
- Іберійське царство — цар Вахтанг I Горгасал (447–502)
- Індія:
  - Царство Вакатаків — махараджа Прітвішена II (460–480) править разом з махараджею Девасена (450–475)
  - Вішнукундина — цар Мадхав Варма (461–508)
  - Імперія Гуптів — магараджа Скандагупта (455–470), його змінив махараджа Кумарагупта II (470–475)
  - Західні Ганги — магараджа Авініта (469–529)
  - Держава Кадамба — цар Мрігешаварма(460–480)
  - Камарупа — цар Ганапатіварман (446–470), його змінив цар Махендраварман (470–494)
  - Маітрака — магараджа Бхатарка (бл. 470 — бл. 492)
  - Династія Паллавів  — махараджа Трілочана Скандаварман IV (458–488)
  - Раджарата — раджа Датусена (459–473)
- Китай (Південні та Північні династії):
  - Лю Сун — імператор Лю Юй (Мін-ді) (465–472)
  - Династія Північна Вей — імператор Тоба Хун (Сянь Вень-ді) (465–471)
  - Тогон — Муюн Шеінь (452–481)
- Царство Кінда — цар Амр аль-Мансур (458–489)
- Корея:
  - Кая (племінний союз) — ван Чільджі (451–492)
  - Когурьо — тхеван (король) Чансухо (413–490)
  - Пекче — король Керо (454–475)
  - Сілла — марипкан Чабі (458–479)
- Лазіка — цар Дамназ (468–522)
- Паган — король Тюе (439–494)
- Персія:
  - Держава Сасанідів — шахіншах Пероз (459–484)
- Тарума (острів Ява) — цар Індраварман (455–515)
- Хим'яр — цар Шарахбіль Якуф (458–485)
- Чампа — князь Фан Шенхенг (455 — бл. 472)
- Японія — імператор Юряку (456—479)

## Африка
- Аксумське царство — негус Незул (бл. 450-бл. 500)
- Королівство вандалів і аланів — король Гейзеріх (428–477)

## Північна Америка
- Цивілізація Майя:
  - місто Паленке — священний владика Ч'а-Каспер (435–487)
  - місто Тікаль — цар Кан-Ак (458 — бл. 485)